# اس‌اس ولو
اس‌اس ولو (به انگلیسی: SS Volo) یک زیردریایی بود که طول آن ۲۸۳٫۹ فوت (۸۶٫۵ متر) بود. این زیردریایی در سال ۱۹۳۸ ساخته شد.